# Barrio Aldamas
Barrio Aldamas är en ort i Mexiko.   Den ligger i kommunen Los Aldamas och delstaten Nuevo León, i den centrala delen av landet, 700 km norr om huvudstaden Mexico City. Barrio Aldamas ligger 104 meter över havet och antalet invånare är 214.
Terrängen runt Barrio Aldamas är platt, och sluttar österut. Runt Barrio Aldamas är det mycket glesbefolkat, med 3 invånare per kvadratkilometer. Närmaste större samhälle är Aldama Estación, 6,6 km söder om Barrio Aldamas. Trakten runt Barrio Aldamas består i huvudsak av gräsmarker.